# Zalmoxes robustus
Zalmoxes robustus es una especie y tipo del género extinto Zalmoxes (gr. “diente rígido”) de dinosaurio ornitópodo, rabdodóntido que vivió a finales del período Cretácico, hace entre 70 a 66 millones de años, en el Maastrichtiense, en lo que es hoy Europa. Fue nombrado como la especie Mochlodon robustum por Franz Nopcsa en 1899. El nombre de la especie se refiere a su robusta morfología. En 1915 Nopcsa renombró a la especie como Rhabdodon robustum, enmendado en 2003 por David B. Weishampel, Coralia-Maria Jianu, Zoltan Csiki y David B. Norman. Weishampel et al. en 2003 publicaron un artículo sobre nuevos restos hallados en Rumania. Ellos consideraron que R. robustus era lo suficientemente diferente de Rhabdodon, y por tanto acuñaron un nuevo género para esta especie, Zalmoxes.